# Irinovac
Irinovac is een plaats in de gemeente Rakovica in de Kroatische provincie Karlovac. De plaats telt 127 inwoners (2001).